# Cesáreo Domínguez
Cesáreo Domínguez Jofré (San Juan, 1808 – Tuyú Cué, 9 ottobre 1867) è stato un militare argentino. Si distinse nelle guerre civili che si succedettero in Argentina durante il XIX secolo e nella guerra della Triplice Alleanza, in cui trovò la morte.

## Biografia
Nato a San Juan nel 1808 da Mateo Antonio Domínguez e María Josefa Jofré, Cesáreo Domínguez intraprese la carriera militare a 14 anni, partecipando alle lotte civili che scoppiarono in Argentina dopo l'indipendenza. Partecipò alla battaglia di Chascomús nel 1839 e in seguito, come ufficiale nelle file delle forze fedeli a Manuel Oribe, partecipò alla battaglia di Quebracho Herrado. Prese successivamente parte alla presa di Córdoba e all'assedio di Montevideo del 16 febbraio 1843.
Con il grado di tenente colonnello comandò il battaglione Patricios nell'esercito di Servando Gómez, prendendo parte l'8 febbraio 1846 alla battaglia di San Antonio; sul fronte opposto si trovava la Legione Italiana comandata da Giuseppe Garibaldi. Nonostante la clamorosa sconfitta dell'esercito argentino, Domínguez si distinse per il coraggio mostrato nello scontro.
Dopo il pronunciamiento di Justo José de Urquiza del 1º maggio 1851 riuscì a fuggire a Buenos Aires e a presentarsi a Juan Manuel de Rosas, che gli affidò un battaglione improvvisato al comando del quale Domínguez andò incontro alla sconfitta nella battaglia di Caseros. Dopo essersi nascosto per qualche mese a causa di una taglia sulla sua testa, il 13 luglio 1852 gli fu permesso il rientro nell'esercito, venendo poco dopo promosso a colonnello.
Dopo aver partecipato alla battaglia di San Gregorio del 22 gennaio 1853 si dimise dall'esercito, ma venne accusato dal governatore Adolfo Alsina di avere appoggiato l'invasione del generale Jerónimo Costa, per cui dovette fuggire nella provincia di Entre Ríos, entrando a far parte dell'esercito della Confederazione Argentina. Nominato ispettore generale dello stesso esercito, assunse più volte le funzioni di ministro della guerra in sostituzione del titolare dell'incarico, José Miguel Galán. Rientrato nell'esercito argentino, Domínguez fu catturato il 10 giugno 1864 dai capi di una nuova sollevazione nella città di Córdoba, Simón Luengo e José Pío Achával, ma nonostante una condanna a morte fu liberato dopo la sconfitta dei suoi carcerieri. L'anno seguente fu incaricato di organizzare nuovi contingenti militari da incorporare alle forze argentine che si battevano nella guerra della Triplice Alleanza.
In Paraguay Cesáreo Domínguez combatté nelle battaglie di Paso de Patria, Itapirú, Estero Bellaco, Tuyutí, Sauce e di Boquerón, dove si guadagnò una citazione di merito. Dopo la battaglia di Curupayty, nella quale si guadagnò un'ulteriore promozione per il suo comportamento, fu colpito da un'epidemia di colera e morì nell'accampamento militare alleato di Tuyú Cué il 9 ottobre 1867.